# Ustrój polityczny Kazachstanu
Ustrój polityczny Kazachstanu – Kazachstan jest republiką konstytucyjną z silną władzą prezydencką. Według konstytucji, formalne i faktyczne centrum dyspozycji politycznej pozostaje w rękach prezydenta. Jest on wybierany w wyborach powszechnych, równych i bezpośrednich, na siedem lat, bez możliwości reelekcji. Prezydent jako arbiter i gwarant stabilności państwa jest najwyższą instancją w strukturach władzy wykonawczej. Mianuje i odwołuje premiera, stoi na czele sił zbrojnych, dysponuje inicjatywą ustawodawczą i prawem wetowania projektów ustaw. Ważnym organem konstytucyjnym jest Rada Bezpieczeństwa.

## Władza ustawodawcza
Władzę ustawodawczą w Kazachstanie sprawuje dwuizbowy parlament, składający się z izby przedstawicielskiej – Mażylisu oraz Senatu. Mażylis jest wybierany na pięcioletnią kadencję, w jego skład wchodzi 107 deputowanych, z których 98 wybieranych jest w wyborach powszechnych i proporcjonalnych, 9 deputowanych jest wybieranych przez Zgromadzenie Narodu Kazachstanu.
Członkowie Senatu wybierani są na sześcioletnią kadencję (16 co 3 lata). Wybiera się po dwóch przedstawicieli z każdego obwodu, miasta na prawach obwodu i stolicy kraju w głosowaniach tajnych i pośrednich – na wspólnym posiedzeniu wszystkich maslichatów (organów ustawodawczych na szczeblu lokalnym) danej jednostki administracyjnej. Senat liczy 47 osób, 32 wybranych w obwodach i 15 mianowanych przez prezydenta.
Obowiązująca Konstytucja Kazachstanu została uchwalona w 1995 r. Od tego czasu czterokrotnie wprowadzano do niej poprawki (1998, 2007, 2011, 2017). W konstytucji deklarowana jest zasada suwerenności narodu, pluralizmu i podziału władzy. Stwierdza ona, że Kazachstan jest demokratycznym państwem prawa, państwem świeckim, kierującym się troską o obywateli i cechującym się prezydencką formą sprawowania władzy. W Konstytucji znalazł się również zapis o zasługach Pierwszego Prezydenta w budowaniu niepodległości kraju.
Kazachstan jest podzielony na 14 obwodów (obłasti): akmoliński, aktiubiński, ałmatyński, atyrauski, wschodniokazachstański, żambylski, zachodniokazachstański, karagandyjski, kustanajski, kyzyłordyński, mangystauski, pawłodarski, północnokazachstański, południowokazachstański oraz dwa miasta wydzielone – Ałmaty i Astana. W stolicy – Astanie – mieszczą się prawie wszystkie centralne urzędy państwowe. Ałmaty pozostaje jednak nadal największym centrum biznesowym i gospodarczym Kazachstanu.
Na terytorium Kazachstanu funkcjonują 86 miasta, Astana i Ałmaty mają status miast republikańskich, wyjątkowy status posiada natomiast Bajkonur – jest miastem federalnego znaczenia Federacji Rosyjskiej. Kraj podzielony jest na 168 rejonów wiejskich i 15 miejskich, 174 mniejszych niż miasta obszarów zasiedlenia (typu miejskiego i wiejskiego) i 2150 okręgów wiejskich (aułów).
Na władze lokalne składają się organy ustawodawcze obwodów i miast republikańskich – maslichaty oraz organy wykonawcze – akimaty. Nowelizacja Konstytucji Kazachstanu z 2007 r. określa długość kadencji maslichatów na pięć lat. Czynne prawo wyborcze do maslichatów przysługuje obywatelom Kazachstanu po ukończeniu 18 roku życia, bierne po ukończeniu 21 roku życia. Dwóch deputowanych każdego z 14 maslichatów obwodowych, miasta o znaczeniu republikańskim oraz stolicy w drodze wyborów zasiada w Senacie Kazachstanu.
Akimat (pochodzi od arabskiego ḥākim, rządzący) jest terenowym ogniwem administracji państwowej w Kazachstanie (obwodu, miasta o znaczeniu republikańskim lub stolicy, rejonu, okręgu wiejskiego).
Do podstawowych kompetencji akima należy:
1) opracowanie planów gospodarczych, programów rozwoju społecznego oraz miejscowego budżetu, a także zapewnienie ich wykonania;
2) zarządzanie majątkiem komunalnym; 3) powoływanie i odwoływania kierowników miejscowych organów wykonawczych.

## Władza wykonawcza
Władzę wykonawczą w Kazachstanie sprawuje rząd.